# Манджурският кандидат
„Манджурският кандидат“ (на английски: The Manchurian Candidate) е американски политически трилър от 2004 г. на режисьора Джонатан Деми. Филмът е базиран по едноименния роман през 1959 г., написан от Ричард Кондън, и преработка на предишния филм от 1962 година. Във филма участват Дензъл Уошингтън, Мерил Стрийп, Лийв Шрайбър, Джон Войт, Кимбърли Елис, Джефри Райт, Тед Ливайн, Бруно Ганц и Саймън Макбърни.